# SN 2009go
SN 2009go – supernowa odkryta 29 maja 2009 roku w galaktyce A163854+2149. W momencie odkrycia miała maksymalną jasność 18,30m.